# جوني ديكسون
جوني ديكسون (بالإنجليزية: Jonny Dixon)‏ (16 يناير 1984 في إسبانيا - ) هو لاعب كرة قدم بريطاني في مركز الهجوم. لعب مع برايتون أند هوف ألبيون ونادي كرولي تاون وويكمب وندررز وEastleigh F.C. ‏ ونادي ألدرشوت تاون وغرايز أتلاتيك ‏.

## وصلات خارجية
- جوني ديكسون على موقع قاعدة بيانات كرة القدم.إي يو (الإنجليزية)
- جوني ديكسون على موقع Soccerbase.com (لاعب) (الإنجليزية)